# Ahold
Ahold (nome completo: Koninklijke Ahold N.V., Euronext: AH, FWB: AHO, OTCQX: AHONY) é um grande grupo internacional de supermercados sediado em Amesterdão nos Países Baixos.

## Fusão com a Delhaize Group
Em 24 de Junho de 2015, Delhaize Group chegou a um acordo com o 'Ahold se fundir, formando uma nova empresa, a Ahold Delhaize. Na conclusão da fusão, os acionistas da Ahold deterá 61% da nova empresa combinada, enquanto os acionistas Delhaize Group deterá os restantes 39%. Ahold CEO Dick Boer vai se tornar CEO da empresa resultante da concentração, com Frans Muller, CEO da Delhaize para se tornar vice-presidente e diretor-chefe de integração.